# Hermagoras und Fortunatus

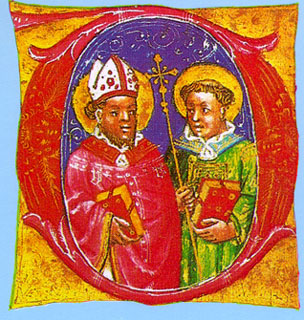
Hermagoras und Fortunatus in einer Miniatur eines mittelalterlichen Codex

Bischof Hermagoras und Diakon Fortunatus sind zwei Heilige der katholischen Kirche, die um 304 (nach späterer Legende schon um 70) gemeinsam den Märtyrertod in Singidunum (Belgrad) erlitten und deren Reliquien um 400 nach Aquileia gelangten. 

## Verehrung
Das Fest von Hermagoras und Fortunatus wird im Christentum am 12. Juli gefeiert.
Die Verehrung der beiden Heiligen reicht besonders im Raum von Aquileia in die ersten Jahrhunderte nach Christus zurück. Der aus Kärnten stammende Bischof Poppo von Aquileia widmete ihnen die 1021–31 errichtete Basilika von Aquileia. In der Krypta wird ihre Lebensgeschichte in prächtigen Fresken im veneto-byzantinischen Stil dargestellt.

## Patronate
Hermagoras und Fortunatus sind als Heiligenpaar die Schutzpatrone der Region Friaul-Julisch Venetien (seit 2001), der Erzdiözese Gorizia, der Erzdiözese Udine, Kopatrone des Erzbistums Ljubljana und Patrone zahlreicher Städte und Gemeinden.
Patronate in der Region Friaul-Julisch Venetien:
- Aquileia[1]
- Arta Terme[1]
- Buja[1]
- Grado[1]
- Savogna[1]
- Udine[2]

In der Provinz Belluno (Region Venetien):
- Colcerver, Val di Zoldo
- Tambre
- Lorenzago di Cadore

In der Metropolitanstadt Venedig (Region Venetien):
- Fossalta di Piave
- Kopatrone von Venedig

Außerhalb Italiens:
- Hermagor (Österreich)
- Gornji Grad (Slowenien)
- Renče (Slowenien)
- Lindaro (Istrien, Kroatien)